# トヨタ・グランドハイエース
グランドハイエース（GRAND HIACE）は、トヨタ自動車が生産・販売していた3ナンバーサイズのワンボックス型ミニバンである。
グランビアのマイナーチェンジと同時に姉妹車として登場。ただし、車名にハイエースとあるが、これは販売チャネルであるトヨペット店の代表的車両であるハイエースから名を取っただけで、日本仕様のハイエースをベースにしているわけではない（一部に部品の共用はある）。姉妹車のグランビア同様、欧州の衝突安全基準を充たすためにセミキャブオーバー化された欧州仕様のハイエースとメカニズムの大部分を共用する。

## 概要
グランビアとはフロントグリルとリアコンビネーションランプのデザインが異なるのみで、基本的には同じ車である。また最上級モデルとして相応しい高級感を出すため、同じトヨタブランドのセダンで一般的には最上級車であるクラウンに通ずるメッキ加飾を多用した大型グリルで、トヨタミニバンシリーズにおいてのクラウン的ポジションを企図した。そのためか、見た目の印象はグランビアは元より、押し出し感もより強い。また、6年ぶりに復活したハイエースシリーズのエンブレムが中央に装着されている。
CMは「BIG SCALE WAGON」「なにもかもがグランドだ」というキャッチコピーのもと、CMソングは上條恒彦の「だれかが風の中で」（1972年、フジテレビ系「木枯し紋次郎」主題歌）が使用された。
欧州向けグランビア（現地名はハイエース）のロングボディをベースとする「グランドハイエース特装車」も存在した。こちらはロールーフとハイルーフが設定されており、主に消防指揮車や日本RV協会（JRVA）加盟のビルダー向けに「キャンピングベース車」として供給された。ボディをBピラー以降を取り払い、代わりに専用ボディを架装したキャンパーも多く見られた。トラックベース・キャブオーバー車を諸々の理由で望まないキャンピングカービルダー・愛好家の支持を受けた。

## 初代 CH1/2型（1999年-2002年）

### 年表
- 1999年（平成11年）
  - 8月3日 - グランビアのマイナーチェンジ時に、トヨタミニバンシリーズの最上級モデルとして登場。
  - 10月5日 - モデリスタインターナショナルは、豪華装備を加えたモデリスタバージョンとして「ハイルーフラウンジ」を発表した。
ベース車より215mm嵩上げされたハイルーフを採用して室内空間を充実させたほか、ウッドパネルや上質な室内照明などを採用しているA仕様とハイルーフ架装のみのB仕様がある。メーカーオプションとして本革シートと専用トリム表皮、販売店オプションとして225/60R16タイヤ（ブリヂストン・REGNO GR5000）＆アルミホイール(3種類から選択)、TRD製ローダウンサスペンションキット(2000年1月発売)を用意する。
- 2000年（平成12年）
  - 4月 - 特装車（TECS）であった「G エアロストームエディション」がカタログモデルに昇格するとともに、上級グレードのリミテッド同様にデュアルスライドドアを採用した「G・Xエディション5ドア[注釈 4]」が追加された。
特別仕様車として「G・Lエディション」も設定される。G・Xエディション5ドアをベースにウインドシールドブロンズガラス（トップシェード付）、フロントサイドドアブロンズガラス、熱線反射濃色ブロンズガラス（リアサイド・リアクウォーター・バックドア）、特別外装色スプーリムパールトーニングⅡ（メーカーオプション）、専用ストライプ、専用シート表皮＆トリム表皮（プリントニット）、本革＆木目調ステアリングホイール、コンライト（オートライト機能）を特別装備した
  - 12月1日 - 「ウェルキャブ」シリーズを一部改良した。サイドリフトアップシート車に、シートの回転から昇降までの動作を全自動で行うタイプを新設定した。また、車いす仕様車は車いす固定装置を改良した。
- 2001年（平成13年）8月8日 - 特別仕様車「G プライムセレクション」が設定された[注釈 5]。

G Xエディション5ドアをベースに、Lエディションの特別装備に加えて、特別外装色プライムパールトーニング・リミテッドおよび標準色のノーブルナイトトーニング、専用ストライプ、専用アルミホイール（スーパークロームメタリック）、専用シート表皮（ジャカードモケット）&トリム表皮（プリントニット）、セカンドシート回転収納フットレスト（2個）、専用木目調パネル（センタークラスター、パワーウインドゥスイッチベース、センターコンソール天板、灰皿蓋＆時計まわり）、本革&専用木目調ステアリングホイール、足元照明を特別装備した
- 2002年（平成14年）
  - 3月末 - 姉妹車種のツーリングハイエース、およびグランビア、レジアスと共に生産終了。以降、在庫分のみの販売となる。
  - 5月21日 - アルファードの登場により姉妹車種のグランビアと共に販売終了。ただし、キャンパー特装車ロングボディモデルは2005年（平成17年）まで生産・販売されていた。新車登録台数の累計は4万2145台[3]。

## エンジン
搭載されるエンジンは3,000ccのSOHCインタークーラーディーゼルターボ（1KZ-TE）と3,400ccV6DOHC（5VZ-FE）。なお、キャンパー特装車は5VZ-FE型のみの設定である。

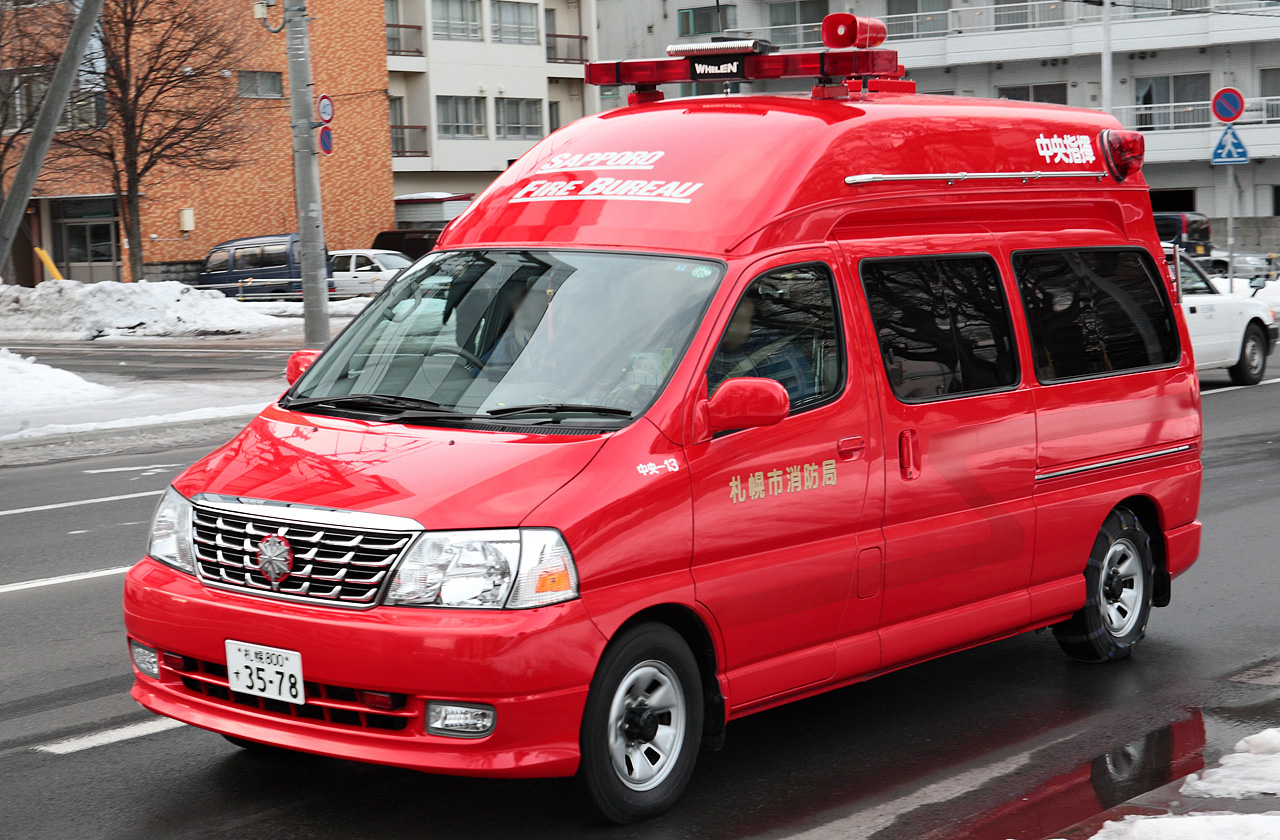
消防指揮車（札幌市消防局）
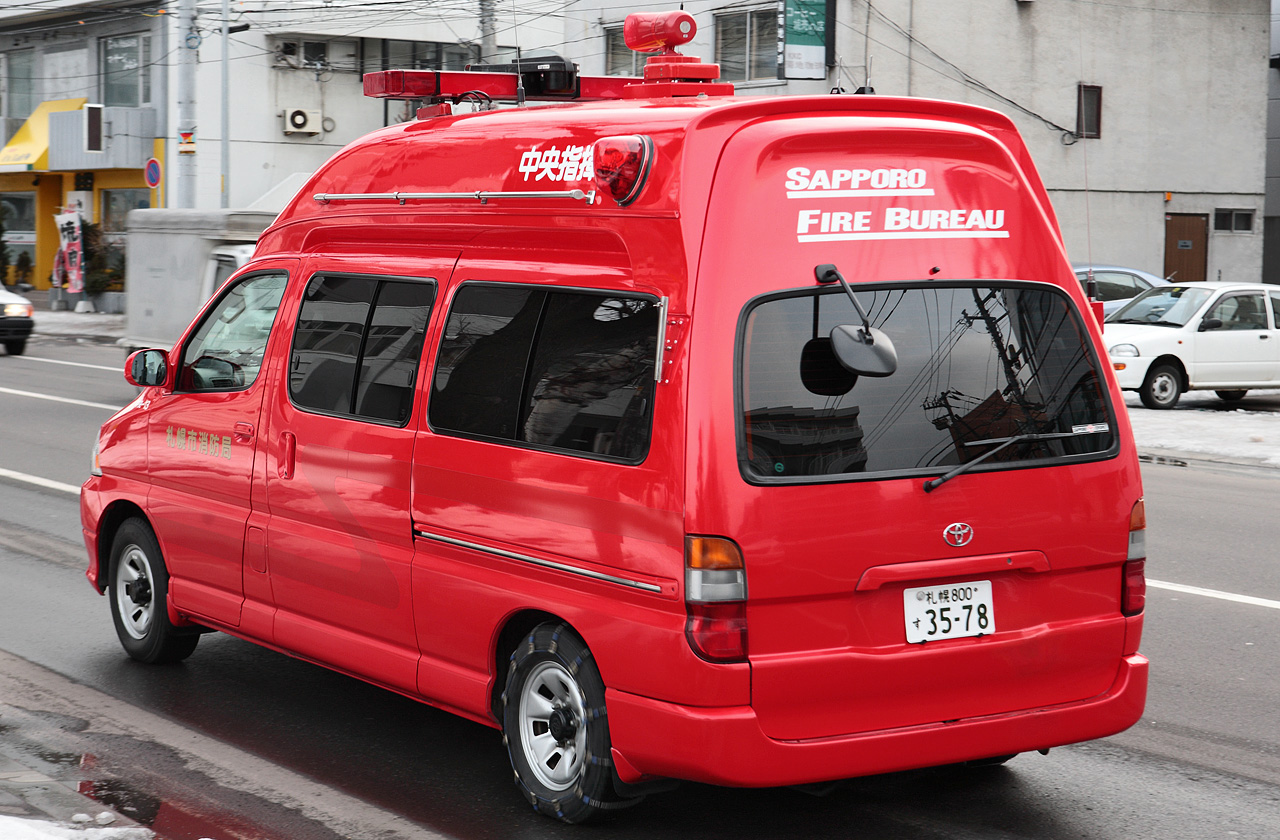
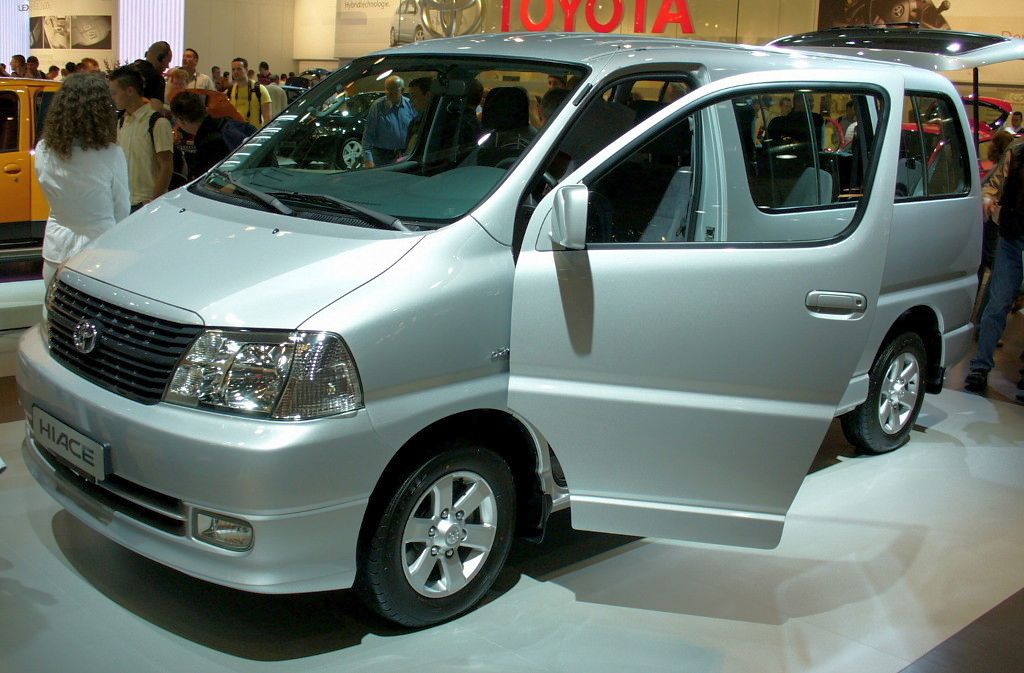
欧州向けハイエース後期型(2007年～)
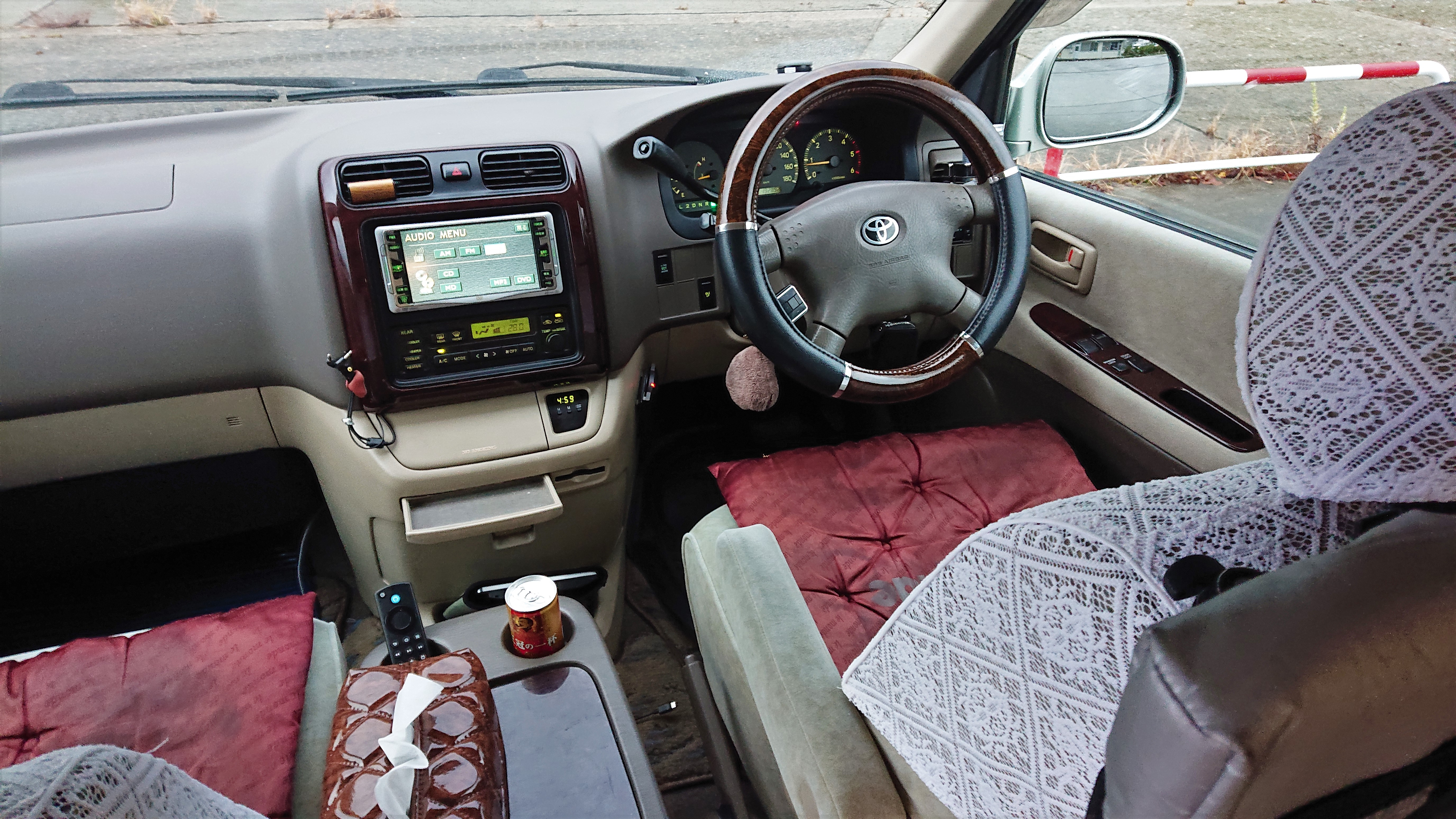
4ドア車のインパネ周り
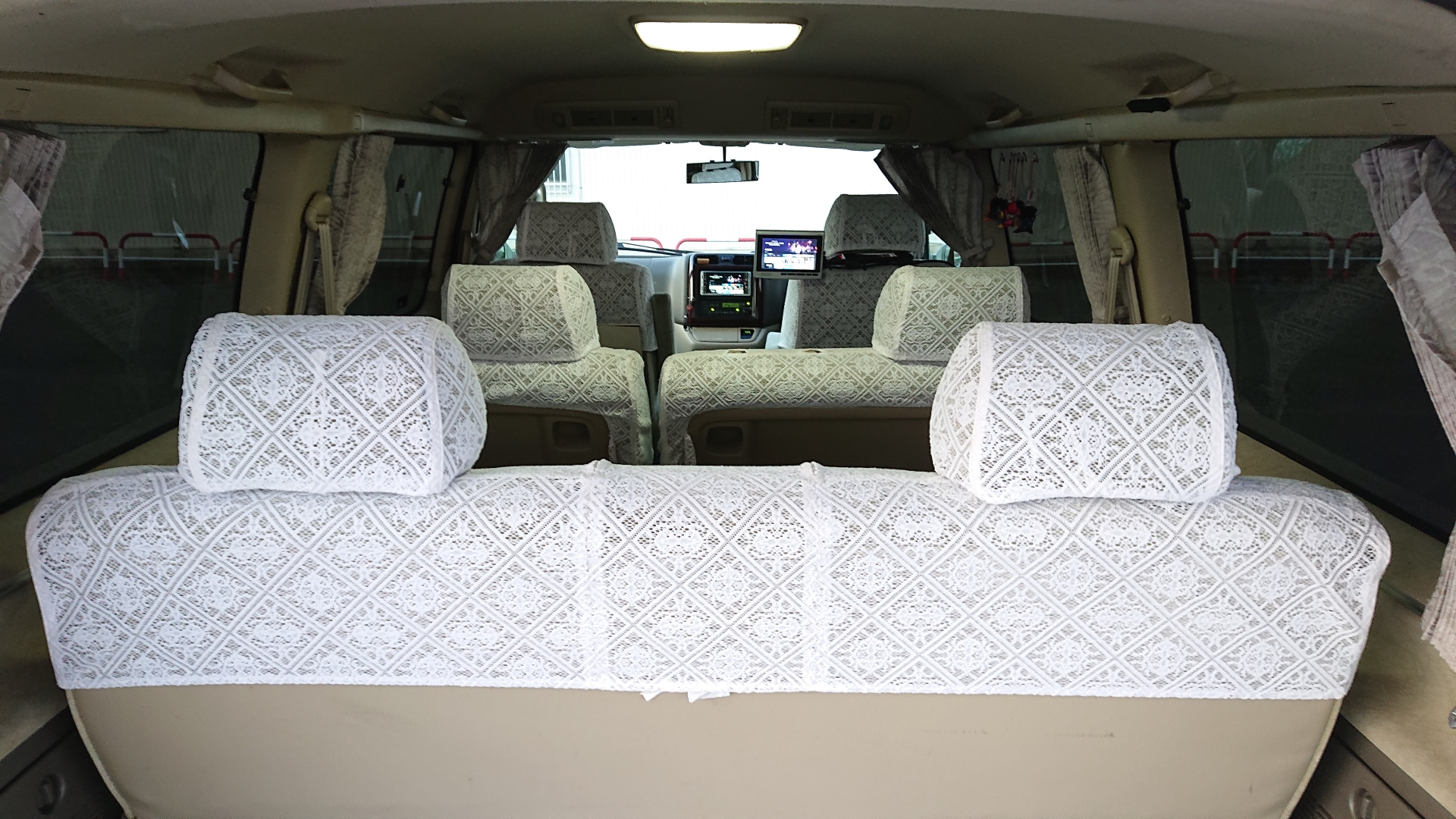
4ドア8人乗り仕様車の内装

## 販売
- 販売はトヨペット店（東京地区は東京トヨタが併売、大阪地区は当時の大阪トヨタのみ販売）である。
- トヨペット店では、スポーティーな外観を持つ一回り小さい姉妹車のツーリングハイエースも販売されていた。また、沖縄県にはレジアスの本来の販売系列であるトヨタビスタ店が無いため、沖縄トヨペットではツーリングハイエースの姉妹車であるレジアスまでもが販売されていた。

## 車名の由来
「グランド（Grand）」は、英語で「大きい」「偉大な」の意味。「ハイエース（HIACE）」の語源は「トヨエース」から由来したものであり、英語で「高級な」「より優れた」という意味のHighとAceの合成語。